# Ivan Strebkov
Ivan Vital'evič Strebkov (in russo Иван Витальевич Стребков?; Alma Ata, 27 luglio 1991) è un cestista russo.

## Carriera
Con la Russia ha disputato le Universiadi di Gwangju 2015.

## Statistiche

### Eurolega
| Anno      | Squadra    | PG | PT | MP  | TC%  | 3P%  | TL% | RP  | AP  | PRP | SP  | PP  |
| --------- | ---------- | -- | -- | --- | ---- | ---- | --- | --- | --- | --- | --- | --- |
| 2014-2015 | CSKA Mosca | 8  | 0  | 5,1 | 35,7 | 33,3 | 100 | 0,1 | 0,2 | 0,1 | 0,0 | 2,0 |
| Carriera  | Carriera   | 8  | 0  | 5,1 | 35,7 | 33,3 | 100 | 0,1 | 0,2 | 0,1 | 0,0 | 2,0 |

### Eurocup
| Anno      | Squadra         | PG | PT | MP   | TC%  | 3P%  | TL%  | RP  | AP  | PRP | SP  | PP   |
| --------- | --------------- | -- | -- | ---- | ---- | ---- | ---- | --- | --- | --- | --- | ---- |
| 2015-2016 | Nižnij Novgorod | 20 | 0  | 18,9 | 40,8 | 42,4 | 85,7 | 1,6 | 1,8 | 0,4 | 0,1 | 7,7  |
| 2016-2017 | Nižnij Novgorod | 11 | 9  | 27,8 | 45,5 | 36,8 | 88,9 | 3,8 | 5,2 | 0,7 | 0,0 | 14,6 |
| Carriera  | Carriera        | 31 | 9  | 22,1 | 43,0 | 39,8 | 87,7 | 2,4 | 3,0 | 0,5 | 0,1 | 10,2 |

## Palmarès
- Campionato russo: 1

CSKA Mosca: 2010-2011
- Coppa di Russia: 1

Nižnij Novgorod: 2022-2023
- VTB United League: 1

CSKA Mosca: 2014-2015